# St. Andreas (Rudenshofen)

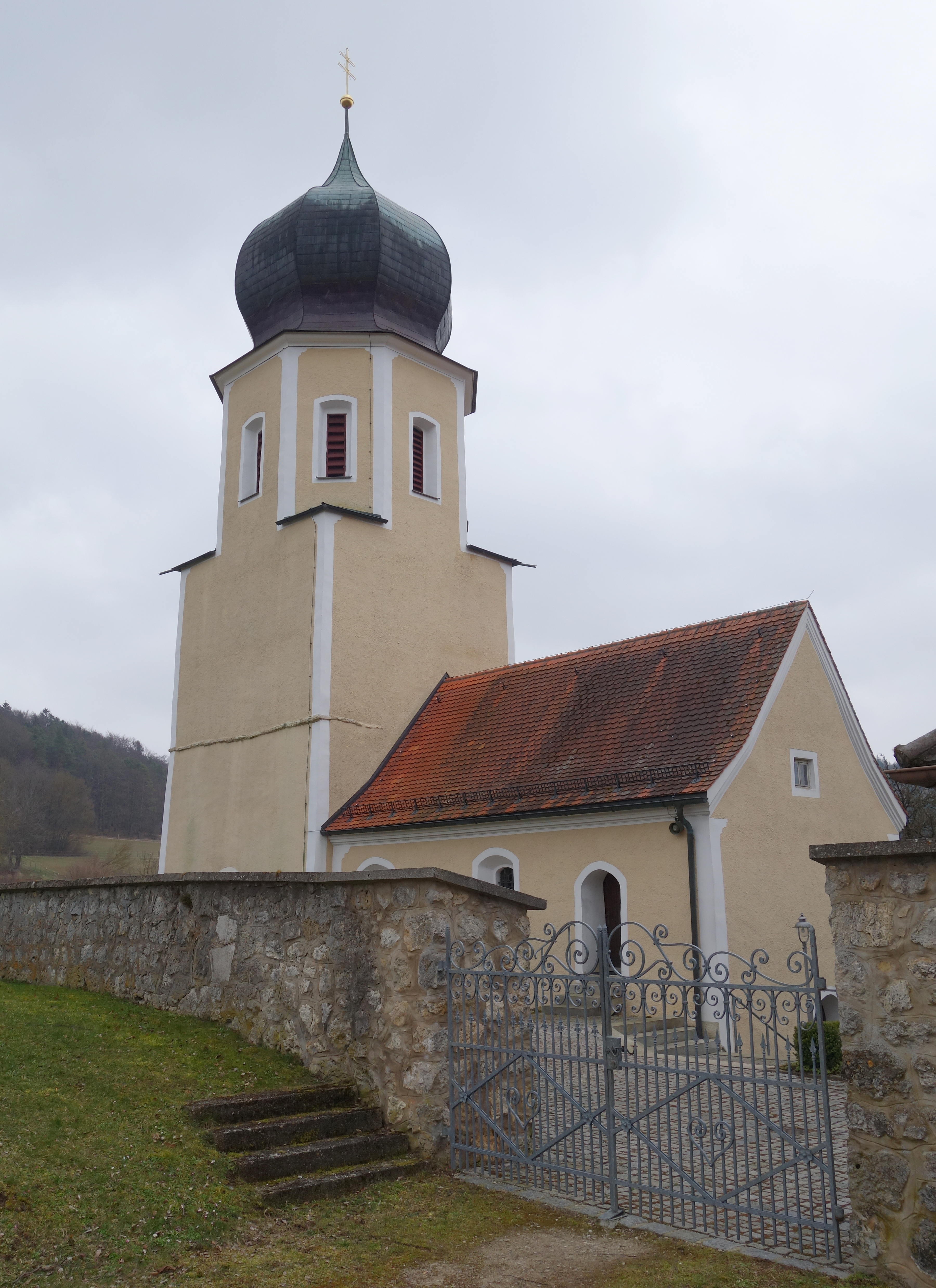
St. Andreas (Rudenshofen)

Die römisch-katholische, denkmalgeschützte Filialkirche St. Andreas steht in Rudenshofen, einem Gemeindeteil der Stadt Parsberg im Landkreis Neumarkt in der Oberpfalz. Die Kirche gehört zum Pfarrverband Velburg im Bistum Eichstätt. Das Bauwerk ist unter der Denkmalnummer D-3-73-151-43 als Baudenkmal in die Bayerische Denkmalliste eingetragen.

## Beschreibung
Das mit einem Satteldach bedeckte Langhaus der romanischen Saalkirche wurde um 1700 erneuert. Der Chorturm im Osten wurde mit einem achteckigen Geschoss aufgestockt, das den Glockenstuhl beherbergt, in dem zwei Kirchenglocken hängen, und mit einer Zwiebelhaube bedeckt. 
Der Innenraum des Langhauses ist mit einer Flachdecke überspannt, der des Chors, d. h. der des Erdgeschosses des Chorturms, mit einem Kreuzgratgewölbe. Zur Kirchenausstattung gehört ein am Anfang des 18. Jahrhunderts gebauter Hochaltar, auf dessen Altarretabel der heilige Andreas dargestellt ist.